# Nguyễn Văn Xuân (học giả)
Nguyễn Văn Xuân (1921-2007), là một học giả, nhà văn và nhà giáo Việt Nam.

## Tiểu sử
Nguyễn Văn Xuân sinh ngày 10 tháng 5 năm 1921 tại làng Thanh Chiêm, xã Điện Phương, huyện Điện Bàn, tỉnh Quảng Nam.
Lúc nhỏ, ông học ở quê, sau ra học ở Huế. Năm 16 tuổi, ông bắt đầu tự học và tập viết văn.
Năm 1939, truyện ngắn đầu tay của ông có tên là "Bóng tối và ánh sáng" được chọn đăng trên tạp chí Thế giới (Hà Nội) và được trao giải nhất . Sau đó, ông lần lượt cộng tác với các báo, như: Bạn dân (Hà Nội), Thế giới (Hà Nội), Mới (Sài Gòn), Văn Lang (tạp chí, Sài Gòn), Tiểu thuyết thứ Bảy (tạp chí, Hà Nội)...
Từ năm 1945 đến năm 1954, ông tham gia phong trào cách mạng ở quê nhà, từng làm Ủy viên kịch nghệ thuộc Hội Văn nghệ Quảng Nam, Ủy viên kịch nghệ thuộc Hội Văn nghệ liên khu V.
Sau năm 1954, ông ở lại Quảng Nam dạy giờ tại các trường tư và tiếp tục sáng tác.
Năm 1955, ông bị bắt giam ở nhà lao Thừa phủ (Huế), vì tham gia phong trào đấu tranh đòi thống nhất đất nước .
Ngoài công việc viết văn, ông còn dạy học tại các trường trung học tư thục Đà Nẵng, Đại học Văn khoa Huế,...và sau nầy dạy thêm ở Đại Học Đà Nẵng (thành lập năm 1974).
Ông qua đời vào lúc 21 giờ 30 ngày 4 tháng 7 năm 2007 tại Đà Nẵng.

## Tác phẩm
Các tác phẩm chính của Nguyễn Văn Xuân có: 
- Ngày giỗ cha (tập truyện ngắn, 1943)
- Ngày cuối năm trên đảo (tập truyện ngắn, 1945)
- Bão rừng (tiểu thuyết, 1957)
- Dịch cát (tập truyện ngắn, 1966)
- Hương máu (tập truyện ngắn, 1969)
- Phong trào Duy Tân (biên khảo, 1969. Nhà xuất bản Đà Nẵng tái bản, 1995)
- Kỳ nữ họ Tống (truyện lịch sử, 2002)
- Khi những lưu dân trở lại (khảo luận, 1967)
- Chinh phụ ngâm diễn âm tân khúc (khảo lục, 1971). Đây là một khảo lục dựa trên văn bản do ông tìm thấy tại một gia đình hoàng tộc ở Huế. Cuốn sách này đã góp thêm một tư liệu để củng cố thêm giả thuyết của học giả Hoàng Xuân Hãn: dịch giả đích thực của tác phẩm này là Phan Huy Ích chứ không phải là Đoàn Thị Điểm [3].
- Nguyễn Văn Xuân-Một người Quảng Nam (27 bài báo với nhiều thể loại, 2010)

Theo nhà sử học Dương Trung Quốc, thì ông còn có cuốn biên khảo về Vụ án Truyện Kiều, nhưng đáng tiếc là bản thảo đã bị thất lạc.

## Một vài nhận xét
- Nhà văn Nguyên Ngọc:

"Đọc các tiểu thuyết, truyện ngắn của ông, thấy rõ sự uyên thâm của một học giả toàn diện, cực kỳ giàu vốn sống, vừa xông xáo mạnh mẽ trong suy tưởng, vừa tinh vi, tinh tế và đầy mẫn cảm...Đọc các công trình nghiên cứu của ông lại hấp dẫn như tiểu thuyết...Chẳng hạn như cuốn "Phong trào Duy Tân" và "Khi những lưu dân trở lại"...Và nếu chỉ tính riêng hai tác phẩm này thôi, ông cũng đã xứng đáng có một vị trí thật đáng trân trọng trong những nhà văn hóa đặc sắc của Việt Nam ở thế kỷ qua...
- Nhà sử học Dương Trung Quốc:

"Nguyễn Văn Xuân là người học rộng, lại chuyên viết về xứ Quảng, nên gọi ông là nhà Quảng học hiểu theo nghĩa nào của chữ cũng đều đúng cả"
- Nhà nghiên cứu Bùi Thị Thiên Thai:

"Hầu hết tác phẩm của Nguyễn Văn Xuân đều thể hiện vốn kiến văn sâu rộng, một giọng văn giản dị, hồn hậu, đậm chất Quảng Nam; và đặc biệt là một tấm lòng yêu tha thiết đối với quê hương xứ Quảng"....

## Sách tham khảo
- Nguyên Ngọc, "Nguyễn Văn Xuân, nhà văn, nhà văn hóa, học giả lớn và độc đáo của Xứ Quảng", in trong Nguyễn Văn Xuân-Một người Quảng Nam. Nhà xuất bản Xưa và Nay, 2010
- Dương Trung Quốc, "Nhà Quảng học", in trong Nguyễn Văn Xuân-Một người Quảng Nam. Nhà xuất bản Xưa và Nay, 2010.
- Bùi Thị Thiên Thai, mục từ "Nguyễn Văn Xuân" in trong Từ điển văn học (bộ mới). Nhà xuất bản Thế giới, 2004.